# Karel Vereertbrugghen
Karel Vereertbrugghen (29 maart 1952) is een Belgisch schrijver, muzikant en acteur.

## Carrière
Karel Vereertbrugghen studeerde aanvankelijk rechten, maar deed uiteindelijk niets met deze studies.

### Muzikale carrière
Vereertbrugghen begon zijn muzikale carrière als bassist in de jaren 70 in de rockband Stewball, samen met onder anderen Jan Hautekiet, Vincent Rouffaer en Pieter Vereertbrugghen. In 1979 speelde hij in Specimen & The Rizikoos, samen met Jean-Marie Aerts, Walter Verdin en Stoy Stoffelen. Later vormde hij met zijn broer Pieter (drummer, ook bij Stewball en bij de concerttournee van Walter Verdin in 1980), Jan Thijs (gitaar), Bieke Daems (zang) en Walter Verdin (gitaar, zang en synthesizers) de band De Nota. Deze groep bracht nooit een plaat uit maar verzorgde wel het voorprogramma van Echo & the Bunnymen in de Leuvense Aula. Hij speelde ook mee op een aantal albums van Wim Mertens en Kris De Bruyne.

### Radio en tv-carrière
Later ging Vereertbrugghen werken voor radio en televisie, vaak samen met Herman Van Molle. Samen maakten ze onder andere TV-Touché en De Canvascrack. Op de radio werkte hij mee aan programma's als Het Vermoeden, De Nieuwe Wereld, De Groote Magazijnen en De Perschefs.
Hij is de bedenker van alle vragen van de eerste zeven seizoenen van 1 jaar gratis
Vereertbrugghen speelde jarenlang de rol van Peter Paulus Post in het kinderprogramma De Boomhut. Ook vertolkte hij enkele kleine gastrollen, zoals in Kulderzipken.

### Cryptogrammen
Met zijn 'Karels Crypto' zorgt hij sedert 3 september 2016 elke week in de weekendbijlage van De Standaard (dS Weekblad) voor een hersenbrekende, humoristische cryptogrammenreeks.